# Agullat xato
L’agullat fosc, agullat xato, caçó, mussola quissona, quissona o xato entre altres denominacions populars (Squalus blainville) és una espècie de tauró esqualiforme de la família dels esquàlids que arriba a les llotges de peix dels Països Catalans escapçats i espellats, i es venen amb noms eufemístics (quissona, anguila reial, etc.). Espècie pesquera d'interès comercial. Es captura amb palangre o arrossegament. La carn es pot consumir fresca, salada o fumada.

## Morfologia
- Cos allargat i fusiforme, amb el musell curt i punxegut.
- Es caracteritza per la presència d'una espina molt forta a l'inici de cadascuna de les aletes dorsals.
- Amb cinc parells de fenedures branquials.
- Sense aleta anal.
- No té membrana nictitant.
- Presenta una coloració que va del gris plom al marró cendra, els costats més clars i el ventre blanquinós.
- La llargada màxima reportada és de 95 cm.
- La femella adquireix la maduresa sexual quan fa 60 cm i el mascle als 50 cm.

## Ecologia
Viu a les proximitats del fons entre 16 i 440 m de profunditat. Moltes vegades se'l troba formant moles, normalment integrades per individus d'un mateix sexe. A la primavera s'apropa més a la costa per reproduir-se i a la tardor torna als ambients moderadament profunds.
Menja peixos que neden en moles, com els verats, alguns espàrids i també crustacis i cefalòpodes.
És ovovivípar aplacentari. A cada ventrada pot tindre 3 o 4 cries, que fan de 20 a 23 cm de longitud.